# سنجاب پرنده غول‌پیکر هندی
سنجاب پرنده غول‌پیکر هندی (نام علمی: Petaurista philippensis) نام یک گونه از سرده سنجاب‌های بندباز است.